# マーティンズバーグ駅
マーティンズバーグ駅（英語：Martinsburg Station）は、ウェストバージニア州マーティンズバーグイースト・マーティン通り229にある駅。 バスの乗り換えが出来る。

## 利用可能な鉄道路線／列車
アムトラックの停車する列車は下記の通り。
シカゴとワシントン間の夜行長距離列車キャピトル・リミテッド号…1日1往復停車
MARC（マーク）の発着路線は下記の通り。
マーティンズバーグとワシントン間のブランズウィック線…平日のみ運行